# Edge of Impact
Edge of Impact is, volgens de originele uitzending, de vijfde aflevering van Thunderbirds, de Supermarionationtelevisieserie van Gerry Anderson. De aflevering werd voor het eerst uitgezonden op ATV Midlands op 28 oktober 1965.
De aflevering was echter de 16e die geproduceerd werd. Derhalve wordt de aflevering tegenwoordig vaak als 16e aflevering in de serie uitgezonden.

## Verhaal
The Hood wordt uitgenodigd door generaal Bron om een demonstratie bij te wonen van diens nieuwste gevechtsvliegtuig. Hood is onder de indruk van de snelheid en wendbaarheid van het toestel, en is dan ook zeer verbaasd als de generaal hem meldt dat er een nog beter toestel bestaat. Het leger test momenteel met twee prototypes van een nieuw type straaljager genaamd de Red Arrow. Brons leger wordt ongeduldig en hij wil alle concurrentie snel wegwerken. Hij biedt Hood een grote beloning als die ervoor zorgt dat de testvluchten van de Red Arrow mislukken.
Op het vliegveld van Londen wordt enige tijd later de eerste test uitgevoerd. Kolonel Tim Casey, een oude vriend van Jeff Tracy, heeft het bevel over de test. Piloot Race neemt plaats in het toestel en vertrekt. Vanaf een nabijgelegen parkeerplaats houdt Hood alles in de gaten. Tijdens de vlucht slaat de Red Arrow plotseling op hol en gaat veel harder dan gepland. Race verliest alle controle over het toestel. Uiteindelijk stort het toestel neer in een hangar met Race nog aan boord.
Jeff Tracy leest in een krant dat de testvluchten door zullen gaan ondanks het ongeluk, maar Tim Casey is van het project gehaald. In Hoods tempel ontmoet Hood generaal Bron weer, die tevreden is met de vorderingen. Hij wil echter pas uitbetalen als het Red Arrow-project geheel van de baan is, en daarvoor moet Hood ook het tweede prototype vernietigen.
Op Tracy Eiland ontdekken Alan en Brains dat een vliegtuig recht hun kant op komt. Even lijkt het erop dat het toestel hen aanvalt, maar in plaats van een bom te droppen laat het vliegtuig een reclamesleep los met een begroeting erop geschreven. De piloot is niemand minder dan Tim Casey. Hij heeft besloten de Tracy’s te bezoeken op hun eiland om even het incident met de Red Arrow te vergeten.
The Hood, vermomd als monteur, rijdt naar een bemande radiotoren en bevestigt een vreemd apparaat aan de voet van de toren. Op Tracy Eiland bekijkt Brains de blauwdrukken van de Red Arrow, maar kan geen fouten ontdekken. Hij heeft een theorie dat iemand wellicht een zeer sterk signaal heeft gebruikt dat de Red Arrow aantrekt. Hij ontwerpt een speciaal apparaatje dat kan registreren of een dergelijk sabotagemiddel inderdaad toegepast wordt. Tim stuurt dit apparaat naar Londen om het te laten gebruiken bij de volgende test.
De test van de tweede Red Arrow gaat van start en net als de eerste keer verliest de piloot de macht over het toestel. Het apparaat van Brains geeft echter aan dat er inderdaad sprake is van een sterk signaal dat de Red Arrow aantrekt. De piloot gebruikt zijn schietstoel terwijl de luchtverkeersleiding probeert de inzittenden van de radiotoren, Jim en Stan, te waarschuwen. Ze slagen er niet op tijd in om de toren te verlaten en het vliegtuig botst tegen de toren. Stan slaagt erin International Rescue op te roepen, maar zij kunnen niets doen zolang Tim Casey op het eiland is, want International Rescue moet streng geheim blijven, zelfs voor een goede vriend van Jeff Tracy. Om hem af te leiden neemt Tin-Tin hem mee om te gaan scubaduiken onder het excuus dat er een zeldzame “watermamba” gesignaleerd is rond het eiland.
Scott arriveert met Thunderbird 1 als eerste bij de toren, snel gevolgd door Virgil en Alan in Thunderbird 2. Ze kunnen de toren niet betreden, dus gebruiken ze een machine genaamd de Booster Mortar om een capsule met twee jetpacks de toren in te schieten. Via deze jetpacks weten Jim en Stan, nog net voor de toren instort, te ontkomen. Terwijl ze het wrak doorzoeken ontdekt Virgil het apparaat dat The Hood aan de voet van de toren had gemonteerd. Hij stuurt een foto van het apparaat naar de basis, en Brains bevestigt dat dit apparaat inderdaad gebruikt is om de Red Arrow van koers te laten veranderen en tegen de toren aan te laten vliegen.
The Hood vlucht ondertussen weg in zijn auto. Wanneer hij een wegafzetting ziet denkt hij dat dit een val is van de politie en rijdt gewoon door. Maar de wegafzetting blijkt echt te zijn en bedoeld om verkeer weg te houden bij kapotte brug. Hood merkt dit te laat op en rijdt het water in. De Thunderbirdmachines keren weer terug naar huis. Gelukkig heeft Tin-Tin Tim Casey de hele tijd bezig weten te houden dus hij heeft niets gemerkt van de reddingsactie. Tim krijgt te horen dat de oorzaak van het falen van de Red Arrows is gevonden en dat hij weer de leiding over het project zal krijgen. Hij keert dan ook direct per vliegtuig terug naar Londen. Daarbij toont hij achter zijn vliegtuig een reclamesleep om Jeff Tracy te bedanken. Het is niet duidelijk of hij enkel bedankt voor de gastvrijheid of omdat hij vermoedt dat Tracy achter de redding zit.

## Rolverdeling

### Reguliere stemacteurs
- Jeff Tracy — Peter Dyneley
- Scott Tracy — Shane Rimmer
- Virgil Tracy — David Holliday
- Alan Tracy — Matt Zimmerman
- Gordon Tracy — David Graham
- Brains — David Graham
- Tin-Tin Kyrano — Christine Finn
- The Hood – Ray Barrett

### Gastrollen
- Kolonel Tim Casey – David Graham
- Generaal Bron – David Graham
- Race – David Graham
- Jim – David Graham
- Stan – Ray Barrett
- Commandant Norman – Peter Dyneley

## Machines
De machines en voertuigen in deze aflevering zijn:
- Thunderbird 1 (met remote camera)
- Thunderbird 2 (met container 3)
- Booster Mortar
- Red Arrow fighter jets
- Bramen
- Skyhawk (Caseys jet)

## Fouten
- Tim Casey heeft de rang van kolonel, maar in een scène noemt Scott hem “generaal”.
- Tijdens de reddingsscène heeft Virgil afwisselend wel en niet een regenjas aan.

## Trivia
- Dit is de enige aflevering waarin The Hood zijn aanslagen niet uitvoert met het plan International Rescue te filmen/fotograferen.
- Wanneer Tim Caseys vliegtuig arriveert vraagt Jeff zich af of deze bezoeker soms weer een van Tin-Tins vriendjes is. Dit is een referentie naar Eddy Houseman die in de aflevering End of the Road Tracy Eiland bezocht om Tin-Tin weer eens te zien. End of the Road werd vóór deze aflevering geproduceerd (en tegenwoordig ook eerder uitgezonden).